# Почтовый дом
Почтовый дом (или Почтовая станция, Станционный дом) — одноэтажный дом в стиле классицизма в Киеве на Почтовой площади, памятник истории и архитектуры. Был возведён в 1853—1865 годах как главное здание комплекса подольской почтовой станции; единственное сооружение комплекса, сохранившееся до наших дней.
В 1963 году согласно постановлению Совета министров УССР № 970 от 24.08.1963 г. почтовый дом был взят под охрану государства и получил статус памятника национального значения.
Используется как экспозиционное помещение заповедника «Древний Киев», тут размещена постоянно действующая выставка «К истории самоуправления в Киеве».

## История подольской почтовой станции
Подольская почтовая станция была возведена во второй половине XIX ст. в месте примыкания Набережного шоссе к Подолу. Эта станция была не единственной в Киеве, но имела особенное значение, благодаря расположению в наиболее оживлённом торговом районе с наибольшими базарами, кустарными и промышленными предприятиями, контрактовыми ярмарками и пристанью.
В 1975 году все сооружения комплекса, кроме почтового дома, были разобраны в связи со строительством станции метро «Почтовая площадь».

## Почтовый дом
В 1976—1982 годах почтовый дом отреставрировали, было восстановлено первичное оформление фасада (авторы проекта — архитекторы Быкова Раиса Петровна, В. Мирошниченко, В. Сударенко).
После реставрации в доме было расположено правление Общества филателистов, а также филателистическая выставка и экспозиция по истории почтовой связи на основе собрания киевского коллекционера Лазаренко Александра Николаевича. В 1993 году эта экспозиция была передана в Нежин, где на её основе создан музей «Нежинская почтовая станция».
Теперь здание используется как экспозиционное помещение заповедника «Древний Киев».

### Архитектура
Почтовый дом расположен посередине Почтовой площади и являет собой характерный образец гражданской классицистической архитектуры. Дом одноэтажный с подвалом, кирпичный, оштукатуренный, в плане прямоугольный с тыльным выступом. Фасад симметричный относительно центральной оси, которая подчёркнута треугольным щипцом; стены рустованые. Прорези окон и портала оформлены архивольтами и филёнками; под карнизом размещены большие модильоны.